# Rolf Dahlgren
Rolf Martin Theodor Dahlgren (7 de julio de 1932- † 14 de febrero de 1987) fue un botánico sueco-danés.

## Biografía
Fue profesor de la Universidad de Copenhague de 1973 hasta su deceso.
Como autor de una clasificación macrotaxonómica se inscribe en los clásicos de la taxonomía de angiospermas. Sistema que fue continuado por Gertrud, su esposa.
Murió tras un accidente de coche en Escania (Suecia).

## Obra
- Dahlgren R.(1975). "A system of classification of angiosperms to be used to demonstrate the distribution of characters". Bot. Notiser 128: 119–147
- Dahlgren R. (1980). "A revised system of classification of angiosperms". Bot. J. Linn. Soc. 80: 91-124
- Dahlgren R.(1983). "General Aspects of Angiosperm Evolution and Macrosystematics". Nordic Journal of Botany 3: 119-149
- Trevor H.T., Clifford H.T., Dahlgren R, and P. F. Yeo. 1985. The families of the monocotyledons: structure, evolution, and taxonomy. ISBN 0-387-13655-X
- G. Dahlgren (1989). "An updated Angiosperm Classification". Botanical Journal of the Linnean Society 100: 197-203
- Dahlgren, G. 1989. The last Dahlgrenogram - System of classification of the dicotyledons. Plant Taxonomy, Phytogeography and Related Subjects:In: The Davis & Hedge Festschrift (K. Tan ed.), pp. 249-260. Edinburgh University Press, Edinburgh.

- La abreviatura «R.Dahlgren» se emplea para indicar a Rolf Dahlgren como autoridad en la descripción y clasificación científica de los vegetales.[2]